# Atomic Games
Atomic Games — американская компания-разработчик компьютерных игр, специализирующаяся преимущественно на стратегических играх. Компания наиболее известна, как разработчик серий Close Combat и V for Victory. С 2006 года — подразделение Destineer.

## История
Компания была создана Кейтом Забалу в 1989 году. Первой игрой компании стала V for Victory: Utah Beach, вышедшая в 1992 году. Игру спроектировали Эд Рейнс, Ларри Меркель и Кейт Забалу. Игра получила положительные отзывы прессы, награду «Лучшая игра года» от «Computer Games Strategy Plus» и была названа одним из лучших варгеймов по версии «Computer Gaming World». Петер Зимоник из «Computer Games Strategy Plus» писал, что игра подняла стандарты в области программирования и детализации для компьютерных варгеймов.
По приглашению Эда Рейнса в компанию пришел Эрик Янг, ставший четвёртым геймдизайнером Atomic Games. В серии V for Victory вышли ещё три игры — V for Victory: Velikiye Luki в 1992 году, V for Victory: Gold-Juno-Sword в 1993 и V for Victory: Market Garden в 1994. Все они вызвали положительную реакцию игровой прессы.
В 1994 году компания выпускает свою первую игру, не входящую в серию V for Victory — Operation Crusader. В роли главного дизайнера игры выступил Эрик Янг.
В 1996 году компания выпустила игру Close Combat. Издателем игры выступила корпорация Microsoft. Игра была хорошо встречена критиками. В 1997 году вышла вторая часть серии — Close Combat: A Bridge Too Far. Как и предшествинница, игра получила высокие отзывы критиков. По словам Забалу, обе части игры были проданы в количестве 200000 копий каждая. Следующей игрой компании стала Close Combat III: The Russian Front Review, вышедшая в декабре 1998 года. Это была последняя часть черии, изданная Microsoft. В конце 90-х годов ходили слухи о том, что компания была куплена Microsoft. Президент компании Кейт Забалу опроверг эти слухи. Четвёртая часть Close Combat IV: The Battle of the Bulge и пятая Close Combat: Invasion Normandy вышли в 1999 и 2000 годах соответственно.
В 2000 году из Atomic Games были уволены почти все сотрудники, и студия прекратила деятельность. В компании остались только президент и владелец Кейт Забалу, директор по разработкам Том Кент и арт-дирекотр Джефф Бейкер. Причиной этого была отмена издателем Gores Technology Group игры Hammer’s Slammers, которая разрабатывалась в Atomic.
6 мая 2005 году стало известно, что Destineer, компания-разработчик первого шутера от первого лица в серии First to Fight, купила Atomic Games вместе со всей интеллектуальной собственностью. В пресс-релизе было заявлено, что следующим проектом студии станет Close Combat: Red Phoenix, которая так и не увидела свет.
В 2006 году компания Matrix Games приобрела у Destineer лицензию на серию Close Combat.
Через год после приобретения, Destineer выделила Atomic Games как автономную студию. Также было объявлено, что студия занимается разработкой шутера. По словам президента Destineer, бывшие работники студии напрямую не вовлечены в разработку, но он регулярно консультируется с основателем Atomic Кейтом Забалу . Позднее стало известно, что новым проектом студии является игра о иракской войне «Six Days in Fallujah», повествующая и о второй битве за Фаллуджу. Издатель (Konami) решил закрыть проект из-за того, что разработка игры вызвала в США негативную реакцию.
В 2010 году стало известно, что студия ведет разработку многопользовательского шутера Breach. Игра вышла в 2011 году для Xbox 360 и Microsoft Windows и была прохладно встречена игровой прессой. В том же году материнская компания Destineer закрылась вместе со всеми подразделениями, включая Atomic Games.